# 邑部
邑部（）は、漢字を部首により分類したグループの一つ。
康熙字典214部首では163番目に置かれる（7画の17番目、酉集の17番目）。

## 概要

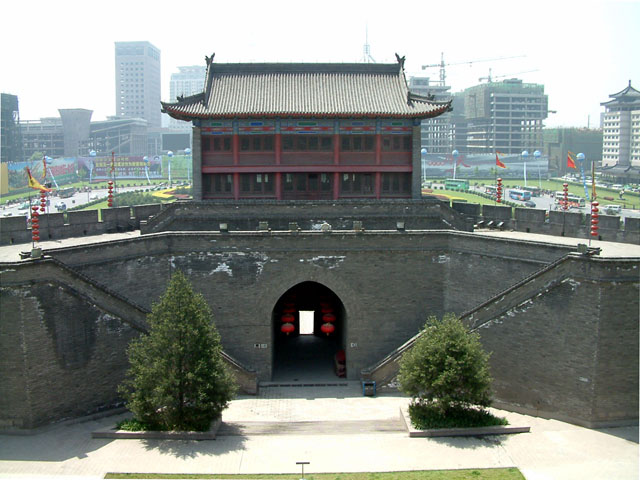
西安の明代城壁。古代中国では城壁で囲まれた空間が都市であった。

「邑」字は人々が集まって居住する場所を意味する。囲い（城壁や城柵）に象る「囗」とひざまずいた人に象る「卩」の会意文字。引伸して都市・みやこの意。
「邑」「都」「國（国）」はいずれも古代の都市国家を意味した。甲骨文の研究によると殷代に最も早く都市の意味を獲得したのは「邑」であり、例えば王城の商を商邑と呼んだ。周代においては諸侯の都城を「国」、諸侯の子弟や卿・大夫の封城を「邑」といい、常住して祖廟を設けた都城を「都」と呼んだ。戦国時代以降は国家の考え方が領域国家となり、郡県制に移行していったため、「國」は意味が広がって都市の意味を失い、「邑」は地方集落の意味で用いられるようになり、「都」が都市の総称となっていった。
偏旁の意符としては地名・都市名・国名を示すことが多く、またそこに居住した人の姓氏を表すようになったことから中国人の姓を示すものもある。さらには都市区画や行政区画に関することを示す。偏旁の「邑」は「阝」に変形して右側の旁に置かれ、左右構造を形成する。ちなみに「阜」の変形も「阝」であるが、こちらは左側に置かれ、占める位置が異なる。
邑部はこのような意符を構成要素に持つ漢字を収める。
邑部に所属する漢字のうち、変形せず「邑」の字形のまま用いている漢字は、日常の範囲では「邑」自身のみである。それ以外の漢字の例では、脚の位置に来る「邕」「鄨」「䢽」や、旁であっても「阝」に変形していない「郌」「郒」「郶」（それぞれ「邽」「郎」「部」の古字）などがあり、Unicodeを見渡せば阜部の「阜」をそのまま用いた漢字よりは多少多めであるが、やはり現代社会の日常生活ではまず用いられない。なお現在邑部に所属し、「邑」の字形をそのまま用いている漢字のうち、反転形「𨙨」を伴って「𨛜」の形で現れる漢字には、「𨞠」や「𨞰」といったものがあり、『説文解字』では「𨛜部」という独立した部首に置かれていた。「邑」→「阝」に対する「𨛜」の変形は「𨙵」であり、「𨞠」「𨞰」の変形に当たるのが「郷」「𨜕」ということになり、「郷」は現在でも普通に使われている。「𨞠/𨜕」については「𨙨」を省いて残った「邑」を下に移動させた形が「䢽」で、そこから更に省略した形が現在普通に使われる「巷」である。

## 部首の通称
- 日本：おおざと（集落の意味から「さと」、阜部の「阝」を「こざと」としたのに対して「おお」という）・むら（旁ではない「邑」の形のときの名称）[1]
- 中国：右耳旁（「阝」が耳の形に似ることから）
- 韓国：고을읍부（goeul eup bu、むらの邑部）・우부방（u bu bang、右阜旁）
- 英米：Radical city

## 部首字
邑
- 中古音
  - 広韻 - 於汲切、緝韻、入声
  - 詩韻 - 緝韻、入声
  - 三十六字母 - 影母
- 現代音
  - 普通話 - ピンイン：yì 注音：ㄧˋ ウェード式：i4
  - 広東語 - Jyutping:jap1 イェール式:yap1
- 日本語 - 音：ユウ（イフ）（漢音）・オウ（オフ）（呉音）
- 韓国語 - 音：읍(eup) 訓：고을（goeul、むら）

## 例字
- 邑・阝
  - 3:邕、4:那・邦・邪（邪5）、5:邸、6:郁・郊、7:郡・郞（郎6）、8:郭・部・郵、9:都（都8）、10:鄕（郷8）、11:鄙、12:鄭